# Pierre-Simon Laplace
Markiz Pierre-Simon de Laplace, francoski matematik, fizik, astronom in filozof, * 23. marec 1749, Beaumont-en-Auge, Calvados, Normandija, Francija, † 5. marec 1827, Pariz, Francija.

## Življenje in delo
Laplace je napisal temeljna dela nebesne mehanike, neodvisno od Kanta je izdelal nebularno domnevo o nastanku Osončja. Razvil je Laplaceovo transformacijo in Laplaceovo enačbo. Njegovo delo je vzpodbudilo nastanek matematične astronomije. V svojem delu Nebesna mehanika (Mécanique Céleste) (1799-1825) je povzel in razširil delo svojih predhodnikov. V njem je prevedel Newtonovo geometrijsko obravnavo klasične mehanike na obravnavo s pomočjo infinitezimalnega računa, ter tako odprl širšo množico problemov.

### Teorija potenciala
Laplace je pomembno prispeval k razvoju pojma o potencialnem (vektorskem) polju. Gravitacijska sila, ki deluje na telo je vektor, ki ima velikost in smer. Potencialna funkcija je skalarna funkcija, ki določa značilnosti vektorjev. Skalarna funkcija je računsko in pojmovno lažja kot vektorska.
Clairault je prvil opozoril na zamisel leta 1743 pri obravnavi podobnega problema, čeprav je razmišljal po newtonsko. Laplace je označil Clairaultovo delo kot eno »od najlepših matematičnih dosežkov.« Vendar je Rouse Ball navedel, da si je zamisel »prisvojil Lagrange, ki jo je uporabil v svojih razpravah leta 1773, 1777 in 1780.«
Laplace je uporabil jezik infinitezimalnega računa na funkcijo potenciala in pokazal, da zanjo vedno velja parcialna diferencialna enačba:
{\displaystyle \nabla ^{2}\phi ={\partial ^{2}\phi  \over \partial x^{2}}+{\partial ^{2}\phi  \over \partial y^{2}}+{\partial ^{2}\phi  \over \partial z^{2}}=0\!\,,}
na kateri je temeljilo njegovo kasnejše delo o gravitacijskem privlaku.
Količina  {\displaystyle \nabla ^{2}\phi } je bila označena kot »koncentracija« {\displaystyle \phi \,} in njena vrednost v vsaki točki nakazuje »preobilje« vrednosti {\displaystyle \phi \,} prek njene srednje vrednosti v okolici točke. Laplaceova enačba:
{\displaystyle \nabla ^{2}\phi =0\!\,,}
kot poseben primer Poissonove enačbe, se pojavlja povsod v matematični fiziki. Kjerkoli vektorska sila deluje na telo, se lahko obravnava s potencialom in Laplaceova enačba se pojavlja na področjih kot so: dinamika tekočin, elektromagnetizem in druga. Po nekaterih avtorjih to sledi neposredno od dejstva, da je {\displaystyle \nabla ^{2}} skalarni operator.
Razvil je Laplaceovo transformacijo. Laplaceova enačba in transformacija se pojavljata na mnogih področjih matematične fizike, področja, ki ga je s svojim delom sam odprl. Po njem se imenuje tudi Laplaceov diferencialni operator delta (laplacian), ki se med drugim na široko uporablja v uporabni matematiki.
Laplace je podal nenavadno enačbo za verjetnost vzhajanja Sonca. Trdil je, da je verjetnost enaka (d + 1) / (d + 2), kjer je d število dni vseh vzidov Sonca v preteklosti. Trdil je, da enačba velja v vseh primerih, kadar ne vemo nič, ali kadar je vse kar smo vedeli prepravilo tisto česar nismo vedeli.
Močno je verjel v vzročni determinizem.
Bil je med ustanovnimi člani Urada za dolžine (Bureau des longitudes) leta 1795.